# 순환대로
순환대로(循環大路, 춘천시 국도대체우회도로)는 강원특별자치도 춘천시 신동면 팔미리에서 신북읍 용산리 용산 교차로를 연결하는 도로이다. 전 구간이 왕복 4차로로 이루어져 있으며, 춘천시내의 외곽지역을 순환한다. 개통 당시 강원도 고성군에서 열린 제17회 세계 스카우트 잼버리 대회를 기념하여 잼버리길로 지어졌으며, 현재도 "잼버리길"이나 "잼버리도로"라는 명칭으로 불린다. 2014년 12월 2일에 동내면 ~ 신북읍 잔여 구간이 모두 개통하였다.

## 역사
- 1990년 : 팔미교차로 ~ 감정삼거리 구간 착공
- 1991년 또는 1992년 : "잼버리길"이라는 이름으로 팔미교차로 ~ 감정삼거리 구간 개통
- 1990년대 후반 추정 : 국도 제46호선 구간으로 편입
- 2005년 12월 : 만천 분기점(동면) ~ 배후령 교차로(신북읍) 구간 개통[1]
  - 만천 분기점 ~ 감정삼거리 구간이 국도 제46호선 구간에서 해제
- 2009년 또는 2010년 : 도로명 주소사업에 따라 "순환대로"로 개명
- 2010년 : 팔미 교차로가 평면교차화
- 2012년 3월 30일 : 배후령 교차로 ~ 신북교차로 구간 개통(배후령 교차로 폐쇄)
- 2014년 12월 2일 : 신북 ~ 용산간 도로(춘천시 동내면 학곡리 ~ 신북읍 용산리) 구간 22.km 개통 및 국도가 이 도로로 이설[2]

## 노선
- (■): 자동차 전용도로 구간

| 이름                                 | 접속 노선                                                   | 소재지 | 소재지                                                                              | 비고                                                   |
| ------------------------------------ | ----------------------------------------------------------- | ------ | ----------------------------------------------------------------------------------- | ------------------------------------------------------ |
| 팔미 교차로                          | 국도 제46호선 (경춘로) 국가지원지방도 제70호선 (한치로)     | 춘천시 | 신동면                                                                              | 국도 제46호선 구간                                     |
| 신남교                               |                                                             | 춘천시 | 신동면                                                                              | 국도 제46호선 구간                                     |
| (신남 교차로)                        | 김유정로                                                    | 춘천시 | 신동면                                                                              | 국도 제46호선 구간                                     |
| 학곡사거리                           | 국도 제5호선 (영서로)                                       | 춘천시 | 동내면                                                                              | 국도 제5, 46호선 구간                                  |
| 장거1교                              |                                                             | 춘천시 | 동내면                                                                              | 국도 제5, 46호선 구간                                  |
| 장거2교                              | 대룡산길 장안길                                             | 춘천시 | 동내면                                                                              | 국도 제5, 46호선 구간                                  |
| 춘천 나들목                          | 고속국도 제55호선 중앙고속도로                              | 춘천시 | 동내면                                                                              | 국도 제5, 46호선 구간                                  |
| (이름 없음)                          | 고은길 향군길                                               | 춘천시 | 동내면                                                                              | 국도 제5, 46호선 구간                                  |
| 신촌1교                              | 동내로                                                      | 춘천시 | 동내면                                                                              | 국도 제5, 46호선 구간                                  |
| 신촌2교                              |                                                             | 춘천시 | 동내면                                                                              | 국도 제5, 46호선 구간                                  |
| (이름 없음)                          | 거두길                                                      | 춘천시 | 동내면                                                                              | 국도 제5, 46호선 구간                                  |
| 춘천거두농공단지                     | 거두단지길                                                  | 춘천시 | 동내면                                                                              | 국도 제5, 46호선 구간                                  |
| 만천사거리                           | 금촌로 한솔만천로                                           | 춘천시 | 동면                                                                                | 국도 제5, 46호선 구간                                  |
| 만천 분기점                          | 국도 제56호선 국가지원지방도 제56호선 (가락재로)            | 춘천시 | 동면                                                                                | 국도 제5, 46호선 구간                                  |
| 동면 나들목                          | 국도 제56호선 국가지원지방도 제56호선 (가락재로)            | 춘천시 | 동면                                                                                | 국도 제5, 46호선 구간                                  |
| 동면 나들목                          | 국도 제56호선 국가지원지방도 제56호선 (가락재로)            | 춘천시 | 동면                                                                                | 국도 제5, 56, 46호선 구간 국가지원지방도 제56호선 구간 |
| 송율교                               |                                                             | 춘천시 | 동면                                                                                |                                                        |
| 소양6교                              |                                                             | 춘천시 | 동면                                                                                |                                                        |
| 신북읍                               |                                                             | 춘천시 |                                                                                     |                                                        |
| 천전2교                              |                                                             | 춘천시 |                                                                                     |                                                        |
| 천전 나들목                          | 신샘밭로                                                    | 춘천시 |                                                                                     |                                                        |
| 천전3교 신북교                       |                                                             | 춘천시 |                                                                                     |                                                        |
| 배후령 교차로                        | 배후령길                                                    | 춘천시 | 국도 제5, 56, 46호선 구간 국가지원지방도 제56호선 구간 2012년까지 임시교차로로 사용 |                                                        |
| 신북 교차로                          | 국도 제46호선 (춘양로) 아침못길                             | 춘천시 | 국도 제5, 56, 46호선 구간 국가지원지방도 제56호선 구간                              |                                                        |
| 무지교 율문교 장본대교 지당교        |                                                             | 춘천시 | 국도 제5, 56호선 구간 국가지원지방도 제56호선 구간                                  |                                                        |
| 지내 교차로                          | 신북로                                                      | 춘천시 | 국도 제5, 56호선 구간 국가지원지방도 제56호선 구간                                  |                                                        |
| 지내교 큰통골교 상리교 역골교 용산교 |                                                             | 춘천시 | 국도 제5, 56호선 구간 국가지원지방도 제56호선 구간                                  |                                                        |
| 용산 교차로                          | 국도 제5호선 국도 제56호선 국가지원지방도 제56호선 (영서로) | 춘천시 | 국도 제5, 56호선 구간 국가지원지방도 제56호선 구간                                  |                                                        |

## 주요 건물 및 시설
- 강원효장례문화원 (강원특별자치도 춘천시 동내면 순환대로 877)
- 강원특별자치도인재개발원 (강원특별자치도 춘천시 동면 순환대로 1122)